# Dagmar (Anders Zorn)

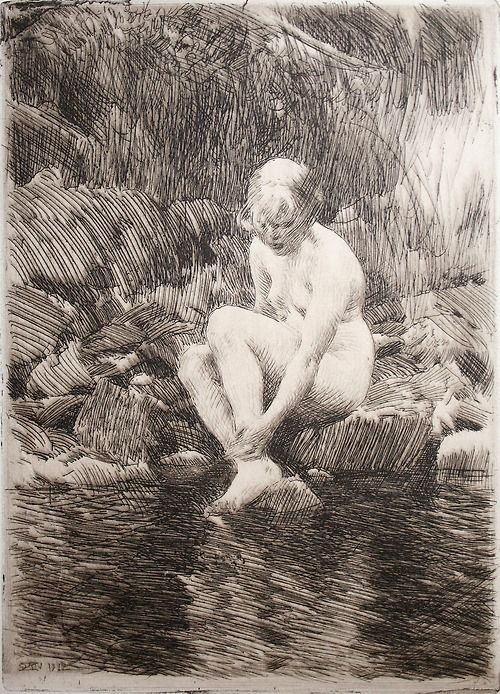
Ets, 1912, 24,8 x 17,8 cm.

Dagmar is een schilderij van de Zweedse kunstschilder Anders Zorn, gemaakt in 1911, 88 × 63 centimeter groot. Het is een portret van een naakt meisje, zittend op een rots aan de waterkant, realistisch weergegeven in een door het impressionisme beïnvloedde stijl. Het schilderij bevindt zich thans in privé bezit.

## Context
Nadat hij jarenlang in Parijs had gewoond en gewerkt, keerde Zorn in 1896 definitief terug naar Zweden, naar zijn geboorteplaats Mora, de streek Dalarna. Vanaf die tijd zou hij met grote regelmaat naakten schilderen, vaak in de buitenlucht, "en plein air", nabij de zee of in het groen van de Zweedse bossen, met bijzondere aandacht voor het natuurlijk licht. Hij gebruikte daarbij jonge alledaagse modellen die hij vond op het platteland van zijn directe woonomgeving, niet geselecteerd op een bijzondere schoonheid. Later zouden deze modellen wel aangemerkt worden als Zorns "kulla's" of "dalakulla's", zoals ongetrouwde vrouwen en meisjes in het lokale dialect werden genoemd. Meestal schilderde hij ze ten voeten uit, ongeposeerd.
Zorn streefde in zijn naaktportretten geen psychologische diepgang na, maar zocht naar een zekere puurheid en bovenal naar een synthese tussen het menselijk lichaam en de natuur. Zijn modellen springen direct uit de doeken naar voren, trekken de aandacht naar zich toe en contrasteren in de kleurstelling, maar tegelijkertijd lijken ze bijna organisch in hun omgeving op te gaan, tussen het groen van de bomen, weerspiegelend in het water.

## Afbeelding
Zorns Dagmar rust als een nimf op een rots bij het water. Ze lijkt verzonken in eigen gedachten en staart naar haar spiegelbeeld in het rimpelige wateroppervlak. Geschilderd in snelle beweeglijke penseelstreken, in een vloeiende, schijnbaar moeiteloze stijl, slaagt de kunstenaar erin het naakte meisje op organische wijze te verbinden met de natuur en het water. Haar roze huid is complementair met de zachte kleurschakeringen van de rotsen en de groen daarachter. Licht en kleureffecten lijken voortdurend te veranderen, hetgeen de invloed van het impressionisme verraadt. De figuur is niet openlijk erotisch maar haar weelderige lichaam dwingt de toeschouwer niettemin naar haar te kijken, mede ook omdat haar houding iets onschuldigs en sensueels uitstraalt. Het is met name deze spanning tussen natuurlijke onschuld en sensualiteit die het werk een bijzondere spanning geeft. Het etaleert ten volle Zorns natuurlijk instinct voor compositie en kleurgebruik.

## Ets
Kort na voltooiing van het schilderij maakte Zorn ook een ets naar de beeltenis, zoals hij dat vaker deed van zijn werken. Het was een manier om extra inkomsten te verwerven, aangezien afdrukken van etsen erg gewild waren in die tijd en in grotere oplagen konden worden gedrukt. Zorn was een virtuoos etser en groeide uit tot een van de belangrijkste grafici van zijn tijd. Hij was een groot bewonderaar van de etsen van Rembrandt en schafte tijdens zijn Europese rondreizen diverse originele afdrukken van de Hollandse meester aan, thans nog steeds te zien in het Zornmuseum, in zijn voormalig atelier te Mora.
Zorn-biografen Cederlund en Brummer gaan er overigens van uit dat de ets werd gemaakt naar een foto, die ook als basis voor het schilderij werd gebruikt. Zorn maakte vaak foto's die hij gebruikte als uitgangspunt voor zijn werken. Veel van die foto's zijn verloren gegaan. Ook van Dagmar is geen originele foto bekend.